# Jenő Vincze
Jenő Vincze (en húngaro: Vincze Jenő; Vršac, Imperio austrohúngaro, 20 de noviembre de 1908-20 de noviembre de 1988) fue un jugador y entrenador de fútbol húngaro. En su etapa como jugador profesional se desempeñaba como delantero. 
Es una leyenda del Újpest FC, uno de los clubes más laureados del fútbol húngaro, y jugó con la selección nacional de Hungría la final de la Copa del Mundo de 1938.

## Selección nacional
Fue internacional con la selección húngara en 25 ocasiones en las que marcó 8 goles. Formó parte de la selección subcampeona de la Copa del Mundo de 1938.

### Participaciones en Copas del Mundo
| Mundial                        | Sede    | Resultado        | Partidos | Goles |
| ------------------------------ | ------- | ---------------- | -------- | ----- |
| Copa Mundial de Fútbol de 1934 | Italia  | Cuartos de final | 1        | 1     |
| Copa Mundial de Fútbol de 1938 | Francia | Subcampeón       | 2        | 0     |

## Clubes

### Como jugador
| Club              | País    | Año       |
| ----------------- | ------- | --------- |
| Debreceni VSC     | Hungría | 1925-1927 |
| Debreceni Bocskay | Hungría | 1927-1934 |
| Újpest FC         | Hungría | 1934-1944 |

### Como entrenador
| Club                 | País             | Año       |
| -------------------- | ---------------- | --------- |
| Újpest FC            | Hungría          | 1947-1948 |
| Vasas Izzó           | Hungría          | 1955      |
| Servette FC          | Suiza            | 1957-1959 |
| FC Basilea           | Suiza            | 1959-1961 |
| SpVgg Fürth          | Alemania Federal | 1961-1964 |
| FC Núremberg II      | Alemania Federal | 1964-1966 |
| FC Núremberg         | Alemania Federal | 1966-1967 |
| 1. FC Schweinfurt 05 | Alemania Federal | 1967-1971 |
| SpVgg Bayreuth       | Alemania Federal | 1971-1975 |

## Palmarés

### Campeonatos nacionales
| Título              | Club              | País    | Año  |
| ------------------- | ----------------- | ------- | ---- |
| Copa de Hungría     | Debreceni Bocskay | Hungría | 1930 |
| Nemzeti Bajnokság I | Újpest FC         | Hungría | 1935 |
| Nemzeti Bajnokság I | Újpest FC         | Hungría | 1939 |

### Copas internacionales
| Título                 | Club      | Sede               | Año  |
| ---------------------- | --------- | ------------------ | ---- |
| Copa de Europa Central | Újpest FC | Budapest (Hungría) | 1939 |

### Distinciones individuales
| Distinción                                | Año  |
| ----------------------------------------- | ---- |
| Máximo goleador de la Nemzeti Bajnokság I | 1931 |